# ویتو تاکونه
ویتو تاکونه (ایتالیایی: Vito Taccone; ۶ مهٔ ۱۹۴۰ – ۱۵ اکتبر ۲۰۰۷) دوچرخه‌سوار اهل ایتالیا بود.